# Nesopupa madgei
Nesopupa madgei é uma espécie de gastrópode  da família Pupillidae.
Pode ser encontrada nos seguintes países: Maurícia e Reunião.